# 午時水
午時水，在臺灣還稱純陽水、純陽之水，龍目水等，指端午節中午的水，在井或乾淨水源的地方取水，有地方認為洗用或飲用此水可解熱、瘦身、明目、進補、避疫癘、等有益健康的功用，也有地方認為有害健康。在宋朝就有這個習慣，會放在陰暗處，以瓶裝或甕裝。閩南人會在甕中加黃瓜。

## 文化

### 認為有益身心
在宋朝就有文獻紀錄宋朝人特地去取陰曆五月初五中午的井水來洗澡的風俗，如温革《瑣碎錄》： 「五月五日午時取井花水沐浴，一年疫氣不侵。俗採艾柳桃蒲，揉水以浴。」
閩臺多處地方在端午節則有儲存午時水的習俗，人們在中午從井中或河中打水，裝入瓶中或罇中再放於陰暗處，俗信水質極佳，可長時間保存，不變質發臭，認為可作解熱。閩南民間還會加黃瓜放在甕中。
臺灣閩南語有些端午俗諺鼓勵在飲用或洗此水，如「飮午時水，使人不肥亦美」、「洗午時水，無肥亦美」認為可瘦身；「午時洗目睭，明到若烏鶖」認為以此洗眼可以幫助視力；「午時水飲一嘴，較贏補藥吃三冬。」認為飲水可勝過長期持續進補。鄉民還會排成長龍陣去井邊取午時水來泡茶，將此茶稱為「午時茶」。
臺灣民俗將此水稱為「純陽水」、「純陽之水」、「龍目水」，還認為止瀉、淨身、消除四肢無力等多種功用，因認為端午午時陽氣最盛。在端午節當日，與鄭成功有關的臺中市鐵砧山劍井會是熱門地點，因人們會去那邊取午時水，認為可避疫癘，當地政府還會發放紀念水瓶給民眾。
潮汕亦有洗午時水、飲午時水的習俗，當地說此日為龍王生日，這一時龍抬頭噴出的水能治病。
江蘇習俗則會在午時水添加蟾蜍唾液，認為可治痘，如清朝顧祿在《吳趨風土錄》寫：「端午日，藥市收癩蝦模，刺取其沫，謂之『蟾酥』。為修合丹丸之用。率以萬計。人家小兒女之未痘者，以水蓄洋蝦蟆五個到七個，俟其吐沫，過午取水，煎湯浴之。令痘瘡稀。」

### 認為有害身心
也有地方忌諱喝端午節的井水，如福州人忌諱於端午節中午汲井水，俗傳此刻天神降毒水，不宜汲用。清朝潘榮陛在筆記《帝京歲時紀勝》紀錄北京的端午節風俗時，寫下：「五月朔日、端陽，俱不汲泉水，於預日爭汲，偏滿缸釜，謂避井毒也。」
對於端午時的井水有毒，朱介凡指出在江南地區有傳說是瘟神會在端午於井中下毒，有人為了示警就自己跳井自殺的故事。王爺千歲信仰則傳說明代有五名趕考的考生同宿福州一家客棧，義氣相投之下結拜爲兄弟，當晚五人都同樣夢到一位神仙告訴他們：「五月五日子時，福州城有瘟疫之災，起因乃由城內五大井而來。」夢醒之後，五人各投一井，以浮屍向鄉民示警，因此成了五福王爺，又稱五福大帝。
青海省民和縣三川等地的土族忌在端午喝河水，認為此日是蛤蟆洗澡日，若飲此水會給人們帶來痛苦和不幸。但可以趕牲口到河裡，因傳說蛤蟆身上洗下來的污垢為一種神藥，認為牲口沾染可預防各種疾病。

### 其他用途
中華民國大陸時期的蔣希召旅行到浙江龍泉時，記下當地的鑄劍人家會在端午節至一處名井取水，以淬劍胚，認為劍就會快利。